# واتامانوفسکایا
واتامانوفسکایا (به لاتین: Vatamanovskaya) یک منطقهٔ مسکونی در روسیه است که در استان آرخانگلسک واقع شده‌است.